# Umfriedeter Pfarrbezirk

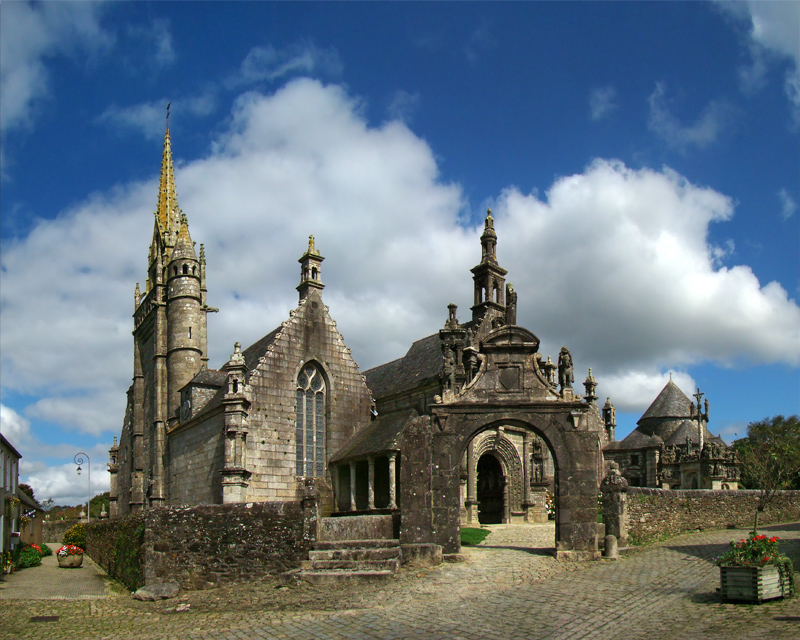
Umfriedeter Pfarrbezirk von Guimiliau

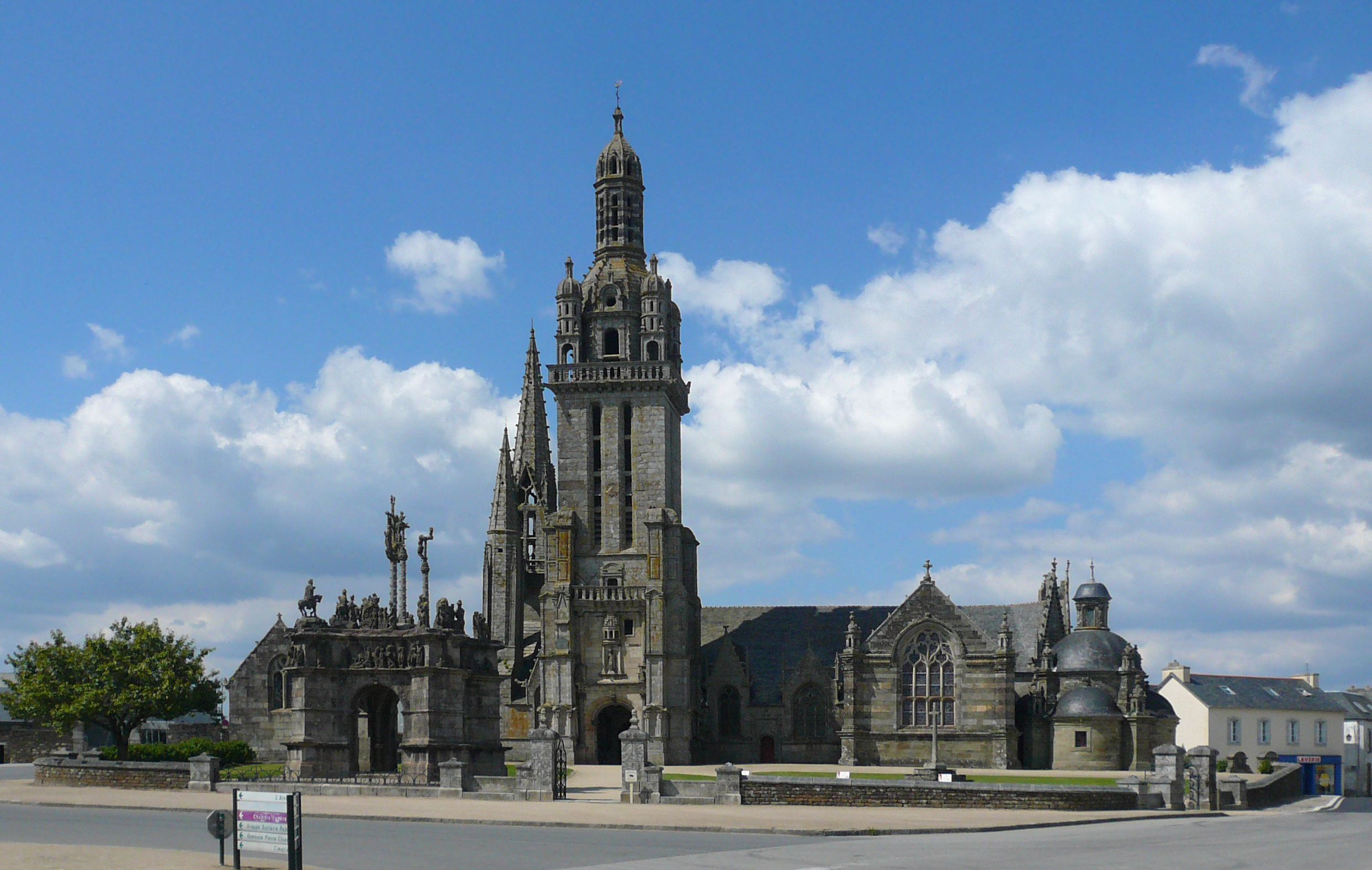
Umfriedeter Pfarrbezirk von Pleyben

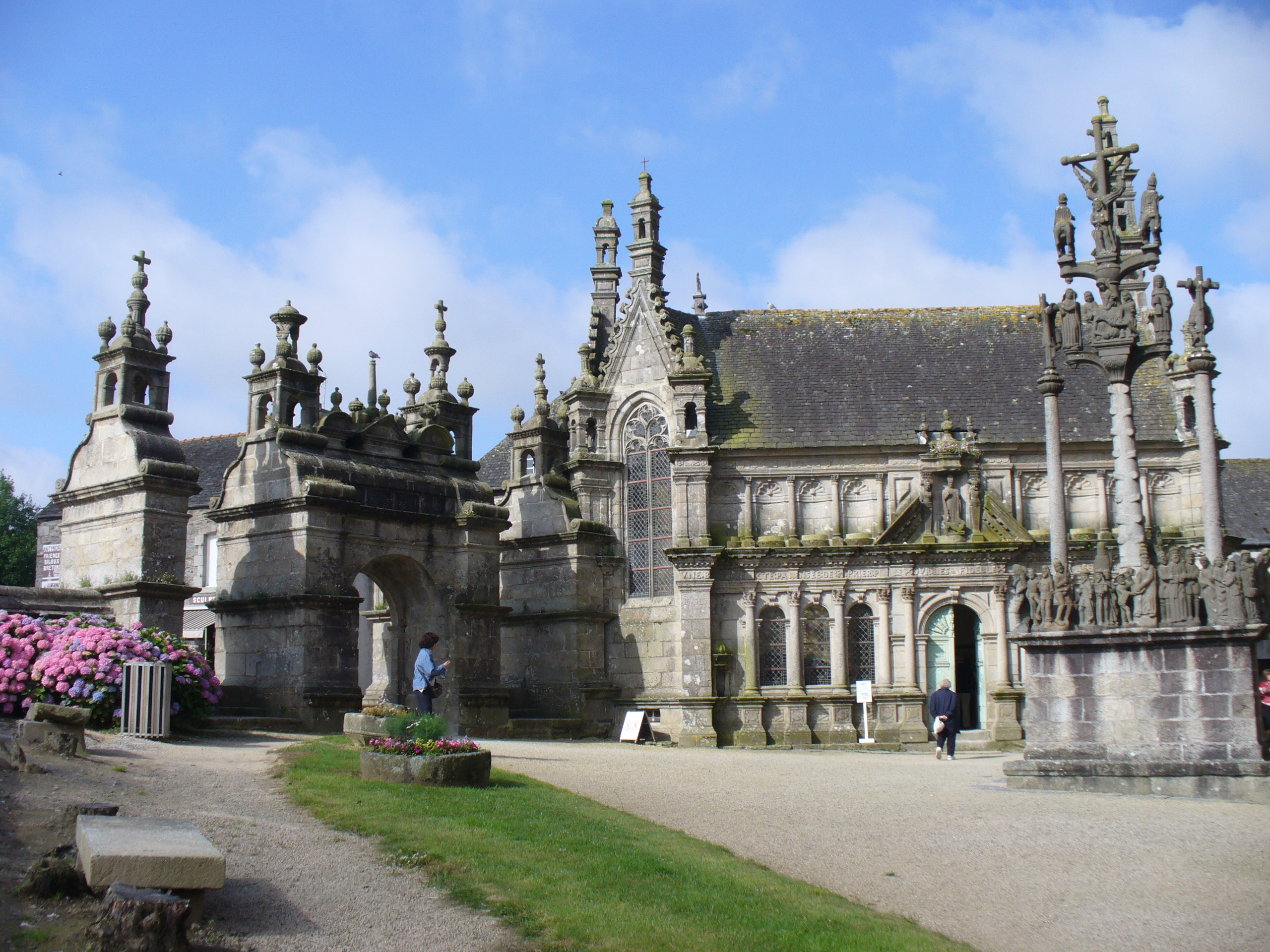
Umfriedeter Pfarrbezirk von Saint-Thégonnec

Ein umfriedeter Pfarrbezirk (bretonisch liorzh-iliz, französisch enclos paroissial oder eine Frühkirchliche Einfriedung) stellt in der sakralen Kunst Europas ein einzigartiges Phänomen dar und kommt in dieser speziellen Form nur in der Bretagne vor.

## Beschreibung
Ein umfriedeter Pfarrbezirk besteht aus folgenden Elementen:
- dem Friedhof und dessen teilweise recht hoher steinerner Einfassung,
- einem Triumphtor, das in den Bezirk hineinführt,
- einem Beinhaus (bret. karnel, frz. ossuaire),
- dem Calvaire (bret. kalvar, frz. calvaire) und
- der Kirche mit einer vorgelagerten Eingangshalle.

Der Pfarrbezirk stellt ein deutlich nach außen abgegrenztes Ensemble von aufeinander abgestimmten Bauten dar, deren religiöser Mittelpunkt der Calvaire ist. Durch das Triumphtor betritt man das Pfarrgelände, häufig über eine senkrecht eingelassene, nur durch einen großen Schritt zu überwindende hohe Steinplatte. Sie bietet den Toten Schutz vor Dämonen und ewiger Verdammnis und macht auch heute noch deutlich, dass man einen besonderen Ort betritt. Beinhäuser entstanden aus dem Umstand, dass die Friedhöfe räumlich sehr begrenzt waren. Wurden sie zu klein, so grub man die Gebeine der schon lange Verstorbenen aus und bewahrte sie in einem Beinhaus auf.
Die Calvaires sind teils einfache, teils komplexe Monumente auf viereckigen oder runden Steinsockeln, die mit umlaufenden Figurenfriesen geschmückt sind. Darüber erhebt sich der eigentliche Kalvarienberg mit der Darstellung der Kreuzigung Christi. Unter den Kreuzen bevölkern vollplastische Figuren die Plattform. Sogar auf den Kreuzbalken stehen Figuren. Sie sind aufgrund des harten Granitsteins meist einfach gearbeitet. Ihre Mimik und die lebendige szenische Gestaltung tragen jedoch zu jener fantastischen Wirkung bei, die sie zu einer außerordentlichen Erscheinung der Renaissance-Kunst machen.

## Hintergrund
Die Entstehung der Pfarrbezirke im 16. und frühen 17. Jahrhundert und ihre Konzentration im nördlichen Teil des Départements Finistère erklärt sich durch den in dieser Region damals blühenden Tuchhandel, der selbst kleinen Dörfern Wohlstand bescherte. Über die Hafenstädte Morlaix und Landerneau führten die Weber ihre Leinenstoffe aus. Im Bemühen, den erlangten Reichtum sichtbar zu dokumentieren, entbrannte unter den Dörfern ein heftiger Konkurrenzkampf um den prächtigsten Pfarrbezirk.
Die Zeit der Entstehung der umfriedeten Pfarrbezirke fällt mit der Zeit der Hugenottenkriege zusammen. Im Zuge der Gegenreformation wollte die katholische Kirche ihren Macht- und Führungsanspruch bekräftigen und setzte die Prunkbauten daher auch als Propaganda- und Werbeinstrument ein.

## Beispiele
Die bedeutendsten umfriedeten Pfarrbezirke befinden sich in
- Argol
- Bodilis
- Commana
- Guimiliau
- Lampaul-Guimiliau
- La Martyre
- Pleyben
- Plougastel-Daoulas
- Plougonven
- Runan
- Saint-Suliac
- Saint-Thégonnec
- Sizun